# Uromyces purus
Uromyces purus ist eine Ständerpilzart aus der Ordnung der Rostpilze (Pucciniales). Der Pilz ist ein Endoparasit des Korbblütlers Vernonia patens. Symptome des Befalls durch die Art sind Rostflecken und Pusteln auf den Blattoberflächen der Wirtspflanzen. Sie ist in Mittelamerika verbreitet.

## Merkmale

### Makroskopische Merkmale
Uromyces purus ist mit bloßem Auge nur anhand der auf der Oberfläche des Wirtes hervortretenden Sporenlager zu erkennen. Sie wachsen in Nestern, die als gelbliche bis braune Flecken und Pusteln auf den Blattoberflächen erscheinen.

### Mikroskopische Merkmale
Das Myzel von Uromyces purus wächst wie bei allen Uromyces-Arten interzellulär und bildet Saugfäden, die in das Speichergewebe des Wirtes wachsen. Ihre Spermogonien wachsen überwiegend oberseitig in kleinen Gruppen auf der Oberfläche der Wirtsblätter. Die um sie herum wachsenden Aecien der Art sind versprengt und zimtbraun. Die überwiegend blattunterseitig wachsenden Uredien des Pilzes sind hell gelbbraun. Die ebenfalls zimtbraunen Uredosporen sind 27–32 × 18–23 µm groß, eiförmig bis breitellipsoid und stachelwarzig. Die blattunterseitig wachsenden Telien der Art sind weißlich, kompakt und unbedeckt. Die farblosen Teliosporen sind einzellig, in der Regel eiförmig bis länglich, glatt und meist 28–34 × 16–18 µm groß. Ihre Stiele sind farblos und bis zu 30 µm lang.

## Verbreitung
Das bekannte Verbreitungsgebiet von Uromyces purus umfasst Mexiko und Costa Rica.

## Ökologie
Die Wirtspflanze von Uromyces purus ist Vernonia patens. Der Pilz ernährt sich von den im Speichergewebe der Pflanzen vorhandenen Nährstoffen, seine Sporenlager brechen später durch die Blattoberfläche und setzen Sporen frei. Die Art durchläuft einen makrozyklischen Entwicklungszyklus mit Spermogonien, Aecien, Telien und Uredien. Als autoöker Parasit macht sie keinen Wirtswechsel durch.